# Aspachhof (Uffenheim)
Aspachhof (fränkisch: Aschba(houf)) ist ein Gemeindeteil der Stadt Uffenheim im Landkreis Neustadt an der Aisch-Bad Windsheim (Mittelfranken, Bayern). Aspachhof liegt in der Gemarkung Brackenlohr.

## Lage
Die Einöde liegt am Asbach, einem linken Zufluss der Gollach, und ist von Acker- und Grünland umgeben. Ein Anliegerweg führt 0,2 km östlich zu einer Gemeindeverbindungsstraße, die nach Gollhofen zur Bundesstraße 13 (1,7 km nordöstlich) bzw. nach Brackenlohr (1 km südlich) führt.

## Geschichte
Der Ort wurde 832 als „Asgbah“ erstmals erwähnt. In dem in diesem Jahr von Einhard geschriebenen Brief an die Würzburger Kanoniker Egilolf und Humbert steht, dass Bischof Wolfgar von Würzburg einem Gerbert den Ort geschenkt habe. Der Ortsname bedeutet „Zu der mit Espen bestandenen Ache“. Neben dem Hof soll es noch eine Kapelle gegeben haben. Ein Herrensitz ist seit dem 15. Jahrhundert bezeugt. Während des Dreißigjährigen Krieges wurde das Anwesen verwüstet. Die Liegenschaften mussten recht stattlich gewesen sein, da es im Jahr 1671 im devastierten Zustand für 2500 Taler und 100 Dukaten verkauft werden konnte. 1706 gelangte das Rittergut samt Zugehörungen für 13000 Gulden und 30 Dukaten an Georg Holzschuher. 1707 wurde das Schloss neu erbaut. Es gab außerdem ein Bauernhaus mit Scheunen und Ställen, ein Brauhaus und ein kleines Häuslein.
Von 1797 bis 1808 unterstand Aspachhof dem preußischen Justiz- und Kammeramt Uffenheim. 1806 kam der Ort an das Königreich Bayern. Mit dem Gemeindeedikt (frühes 19. Jahrhundert) wurde Aspachhof dem Steuerdistrikt Adelhofen und der Ruralgemeinde Brackenlohr zugewiesen.
Seit 1902 wird das Anwesen von der Familie Streng zur Saatzucht genutzt, der heutigen Saatzucht Streng-Engelen GmbH & Co. KG.
Am 1. Januar 1972 wurde Aspachhof im Zuge der Gebietsreform in Bayern nach Uffenheim eingegliedert.

### Baudenkmäler
- Herrenhaus mit Wirtschaftsgebäude[13]

### Einwohnerentwicklung
| Jahr      | 001804 | 001818 | 001840 | 001861 | 001871 | 001885 | 001900 | 001925 | 001950 | 001961 | 001970 | 001987 |
| Einwohner | 32     | 35     | 29     | 22     | 16     | 42     | 48     | 71     | 76     | 33     | 6      | 5      |
| Häuser    |        | 6      | 10     |        |        | 4      | 4      | 4      | 4      | 1      |        | 1      |
| Quelle    | [ 7 ]  | [ 8 ]  | [ 15 ] | [ 16 ] | [ 17 ] | [ 18 ] | [ 19 ] | [ 20 ] | [ 21 ] | [ 22 ] | [ 23 ] | [ 1 ]  |

## Religion
Der Ort ist seit der Reformation evangelisch-lutherisch geprägt und bis heute nach St. Johannis der Täufer (Uffenheim) gepfarrt.